# 伊鲁赖斯-高纳
伊鲁赖斯-高纳（西班牙語：Iruraiz-Gauna）是西班牙巴斯克自治区阿拉瓦省的一个市镇。总面积47km²，总人口440人（2001年），人口密度9人/km²。